# ガリレオ温度計

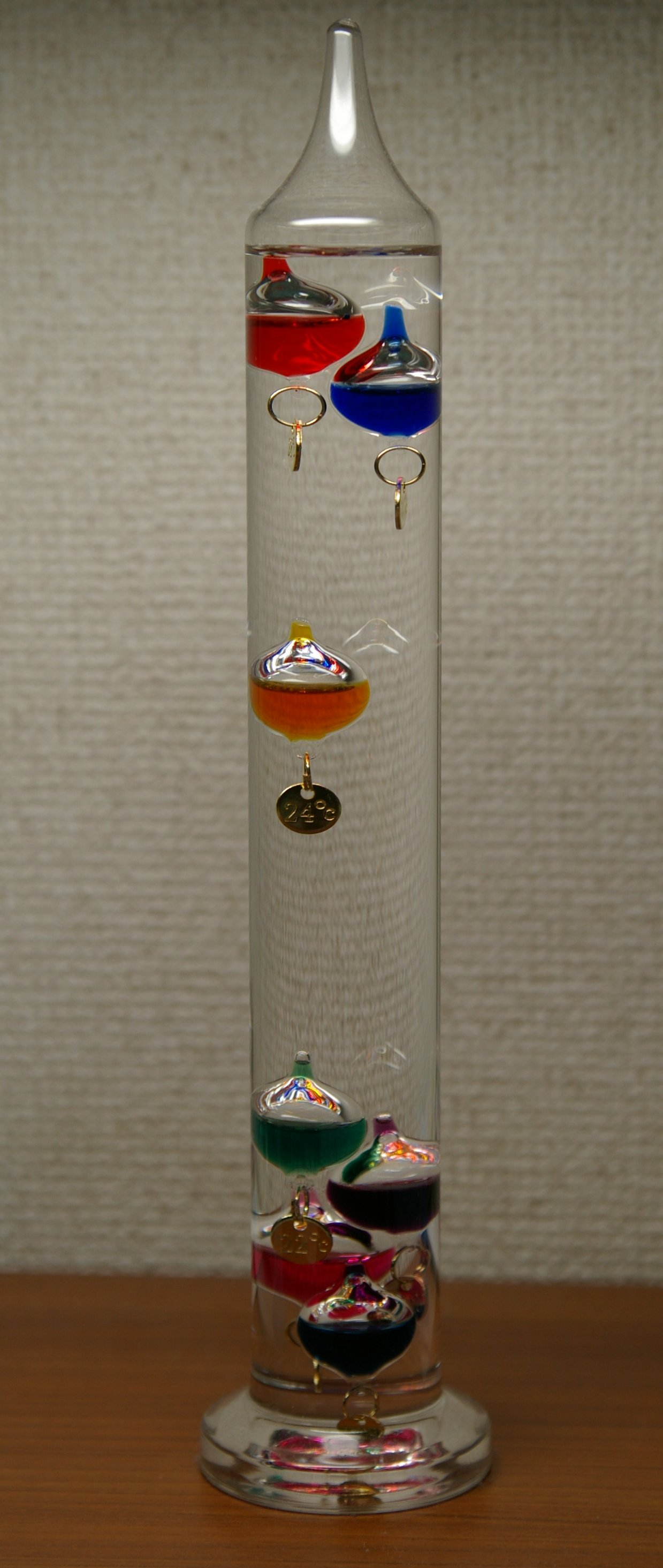
24度を示すガリレオ温度計　24度の球が中央に浮かんでいる

ガリレオ温度計（がりれおおんどけい）は、透明な液体と複数の様々な密度のガラス器を含む、密閉されたガラス製の円筒で作られた温度計である。温度の変化に従って、各々の浮きが各々の密度に比例して上下する。
ガリレオ・ガリレイにちなんで命名されているが、それは彼がこの温度計が基礎を置く、液体の密度はその温度に比例して変化するという原理を発見し、そしてこの原理に基づく温度計を発明したことによるものである。

## 起源と命名
イタリアの物理学者ガリレオ・ガリレイにちなんで命名されたが、この温度計は彼によって発明されたわけではない。ガリレオは確かに、1603年以前にガリレオの空気温度計（Galileo's air thermometer）（より正確には温度見（おんどみ、thermoscope）と呼ばれるもの）を発明したが
、いわゆる「ガリレオ温度計」（'Galileo thermometer'）は、フィレンツェのアカデミア・デル・チメントとして知られる一団の学者と技師によっても発明された。その一団にはガリレオの弟子、エヴァンジェリスタ・トリチェリおよびトリチェリの弟子ヴィンチェンツォ・ヴィヴィアーニが含まれている。
温度計の詳細は、アカデミーの主要な刊行物『 Saggi di naturali esperienze fatte nell'Academia del Cimento sotto la protezione del Serenissimo Principe Leopoldo di Toscan e descrittedal segretario di essa Accademia』（1666年）に発表されている。この著作の英訳（1684年）は、この装置（「第5の温度計」（'The Fifth Thermometer'））を「ゆっくりしていて怠惰」（'slow and lazy'）と評し、この評は装置のイタリア語での別名termometro lento（ゆっくりとした温度計）に反映されているのである。
外側の容器は、「ブドウ酒の精留エタノール」（濃縮されたエタノール水溶液）で満たされていた。これらのガラス泡の重さは、密封された端で少量のガラスを研磨することによって調節された。そして小さな気泡空間が主容器の上端に「酒が希薄になる」[すなわち膨張する]ように残されていた。
いま、ガリレオ温度計と称される装置は、現代においてロンドン自然史博物館に復活させられ、博物館は1990年代に売り始めた。

## 原理

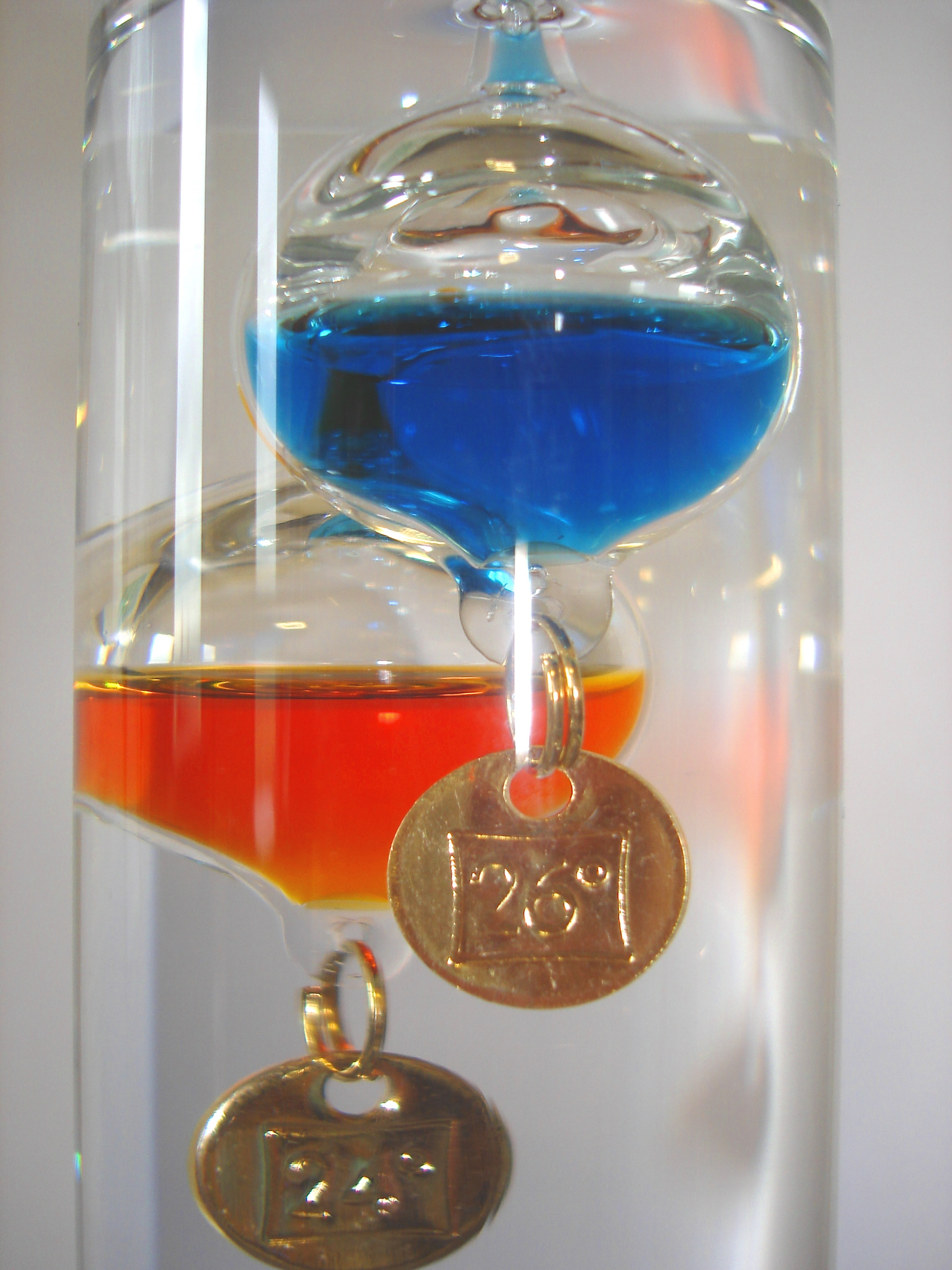
球体のクローズアップ　手前上に26度の球が、奥下に24度の球が浮かぶ

ガリレオ温度計は浮力の原理で動く。浮力は、液体中の物体の浮き沈みを決定し、（混ぜ物の無い鋼鉄の棒が沈む一方で）鋼鉄の船でさえ水に浮かぶ要因となる。
液体中の或る大きな物体の浮き沈みを決定する要因は、液体の密度に関連のある物体の密度のみである。もし物体の密度が液体よりも高いならば物体は下降するが、それは押しのけた液体よりも物体が重いからである。逆に物体の密度が液体よりも低いなら、物体は沈んでいき、やがて押しのけられた液体の重さと物体の重さが等しくなる。そのとき、物体はその深さで浮かぶ。

図 1

図 1で、仮に物体が2つあり、それぞれ1リットルの体積があるとする。この寸法の物体によって押しのけられる水の質量は1キログラムである。左の褐色の物体は、もしこれが完全に水没させられればそれが押しのけるであろう水の質量（1キログラム）が物体の質量よりも大きいため浮ぶ。この物体はなかば水没して浮かんでいるが、これは、押しのけられた水の質量（0.5キログラム）が物体の質量と等しいからである。右の緑色の物体は、物体が押しのけている水の質量（1キログラム）が物体の質量（2キログラム）よりも小さいので沈む。

図 2

上に述べた緑色の原材料で作られた全ての物体が沈むとは必ずしも限らない。図 2において、緑色の物体の内部は刳り抜かれている。物体の全質量は0.5キログラムとなるが、それにもかかわらずその容積は同じままであり、そのために物体は図 1における褐色の物体のように浮かぶ。
上に述べた例において、物体が浮かんでいる液体は水であると仮定されている。水は1リットル当たり1キログラムの密度があり、これは、上に述べた物体のいずれであれ完全に水没させられれば押しのけられた水の質量は1キログラムであるということを意味する。
ガリレオは、液体の密度はその温度の関数であることを発見した。多くの液体は温度が高くなるにつれ密度が低くなる。これがガリレオ温度計の仕組みの鍵となる。

図 3

図 3は、緑色の原材料で作られた1キログラムの中空の物体を示す。左の容器では、液体の密度は1リットル当たり1.001キログラムである。物体の重さは物体が押しのける水よりも小さいので、物体は浮かんでいる。
右の容器では、液体の密度は1リットル当たり0.999キログラムである。物体の重さは、物体が押しのける水の質量よりも大きいので、物体は沈む。これは、液体の密度のごく小さな変化も、物体の浮き沈みを決定しうることを示している。
ガリレオ温度計では、ガラスの球体は様々な色の液体に部分的に満たされている。それら液体の構成は温度計の機能にとって重要ではなく、単に一定の重さとして機能するのみである。ひとたび手吹きの球体が密閉されれば、それら液体の有効密度は、その下にぶら下がる金属製の下げ札によって調節される。色付けられた液体と球体内の空気のすきまとの温度変化による膨張がどれほどあっても、これらの原材料は一定の寸法のガラス球内に密封されているため、温度計の作動に影響しない。球体が没せられている透明な液体は水ではなく、温度による密度の変化が水よりも大きい何かしらの有機化合物（例えばエタノール）である。温度の変化に伴う透明な液体の密度の変化が、球を上下させる。

図 4

図 4は、2つの温度でのガリレオ温度計の図式的な表現を示す。
あるモデルでは、上端にいくつか球体があり（図 4　左）そして下端にいくつかあるが、空隙に浮いているただ1個（緑色の24度）が温度を示す。もし空隙に球がないならば（図 4　右）、空隙の上方と下方にある球体の値の平均がおおよその温度を示す。またあるモデルにおいては、最も低く浮いている球体がおおよその温度を示す。
球体と重りは、互いに妨害しあわない大きさに作ってある。積み重なる順番を保つように少なくとも管の直径の半分の寸法であるか、管内で互いに滞りなくすれ違うように管の直径よりもはるかに小さい寸法となっている。